# Michael Maar

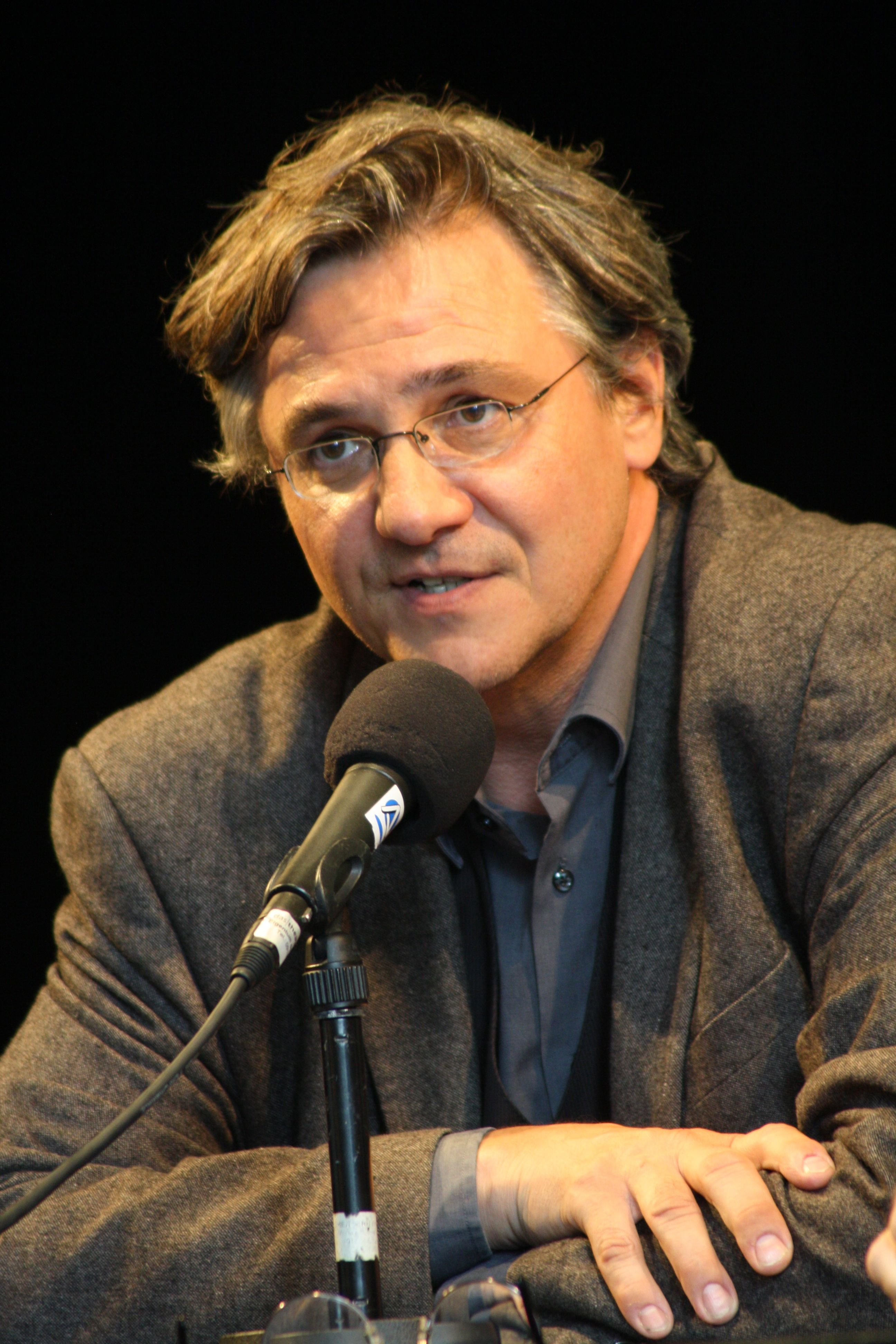
Michael Maar em 2012.

Michael Maar (Stuttgart, 17 de julho de 1960) é um acadêmico literário, germanista e autor alemão.
Para sua dissertação de doutorado em 1995 sobre Thomas Mann, intitulada Geister und Kunst, ele foi premiado com o Prêmio Johann Heinrich Merck pela Deutsche Akademie für Sprache und Dichtung. Ele mesmo foi eleito um membro da academia em 2002. Ele foi um Membro da Wissenschaftskolleg zu Berlin de 1997 até 1998, e Professor Visitante na Universidade Stanford em 2002. De 2005 até 2006 ele foi um Membro da  Carl Friedrich von Siemens Stiftung. Em 2008, ele se tornou um membro da Bayerische Akademie der Schönen Künste.
Seu livro de 2005 The Two Lolitas, bem como dois artigos no Frankfurter Allgemeine Zeitung e The Times Literary Supplement do ano anterior, argumentaram que o romance de 1955 de Vladimir Nabokov, Lolita, foi provavelmente baseado em um até então pouco conhecido conto de 1916 por um autor alemão Heinz von Lichberg, também intitulado Lolita e apresentando um tema idêntico. A descoberta recebeu forte atenção pelos críticos literários e da imprensa mundial. Maar não acusou por si mesmo Nabokov de plágio, mas sugeriu que isso foi um caso de criptomnésia, argumentando que Nabokov e Lichberg viveram na mesma parte de Berlim por vários anos entre a década de 1920 e 1930 e que o livro de 1916 de Lichberg (uma coleção de contos) estava facilmente disponível na época.
Seu pai é o autor Paul Maar.